# Piazza Massaua
Piazza Massaua – owalny plac znajdujący się na zachodnich obrzeżach Turynu. Plac przecina ze wschodu na zachód Corso Francia. Węzeł komunikacyjny – znajduje się tutaj stacja metra Massaua oraz liczne przystanki autobusowe.